# St. Michael (Zollikerberg)

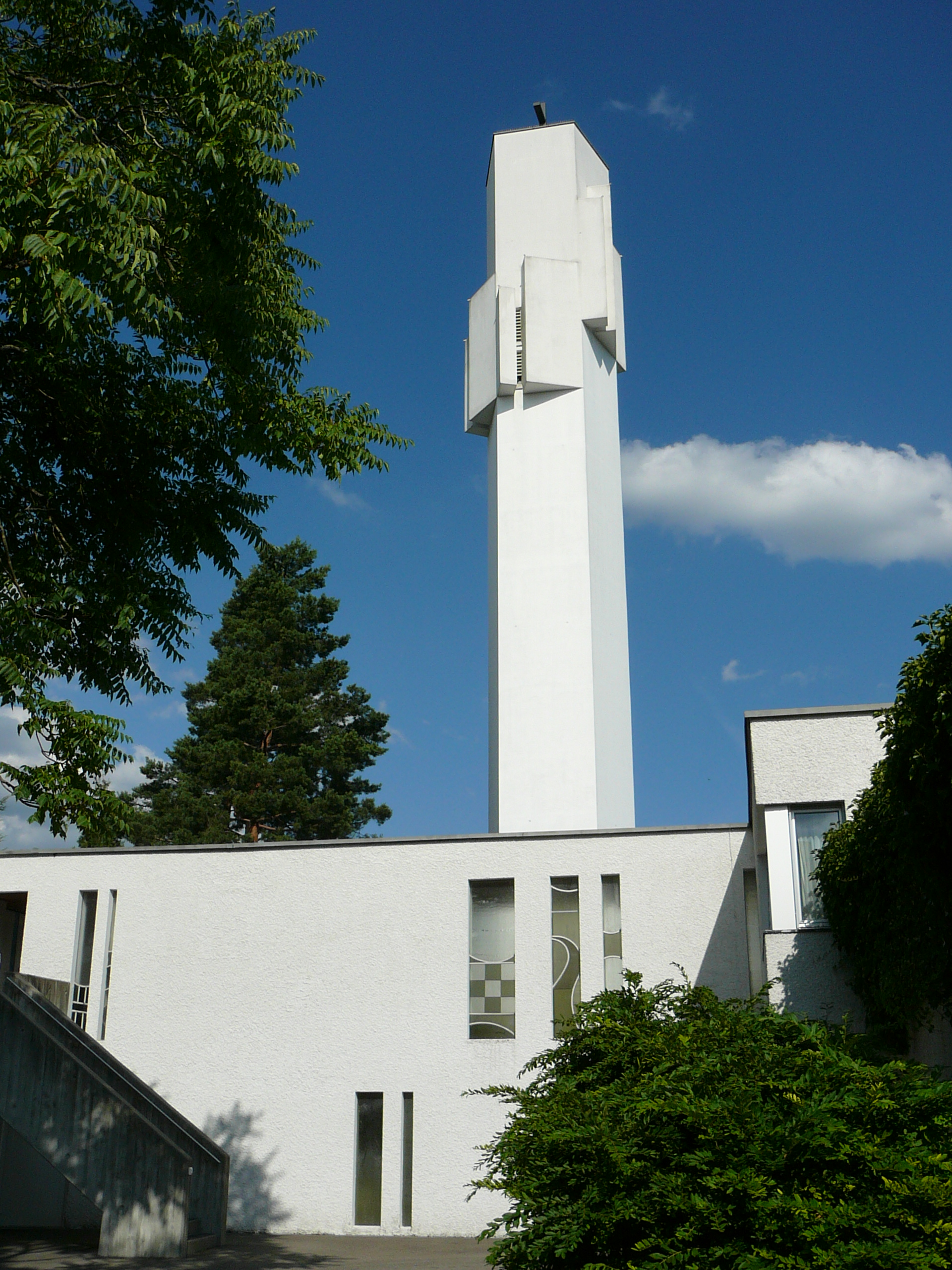
Kirche mit Turm von Westen

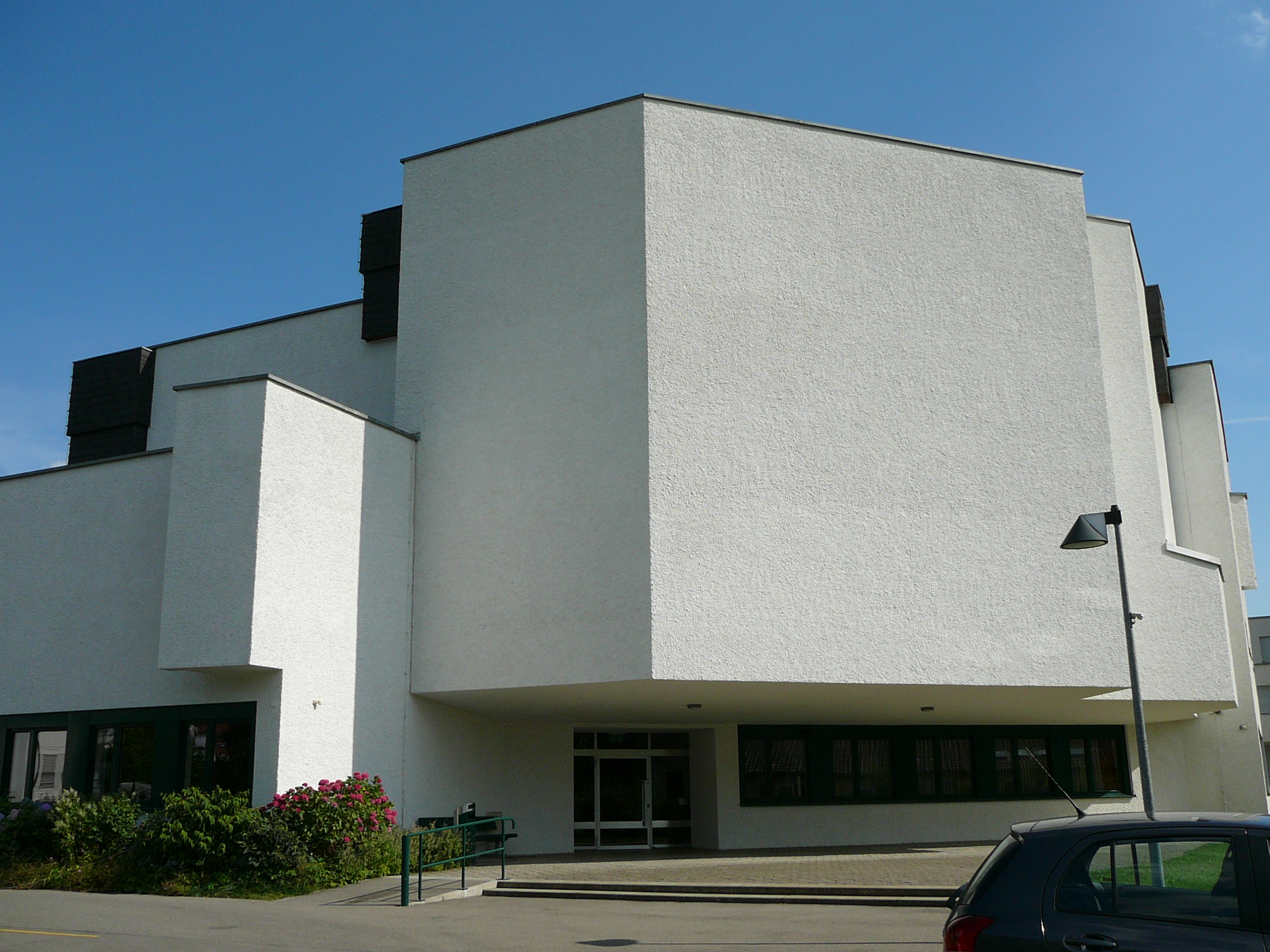
Ansicht von Norden

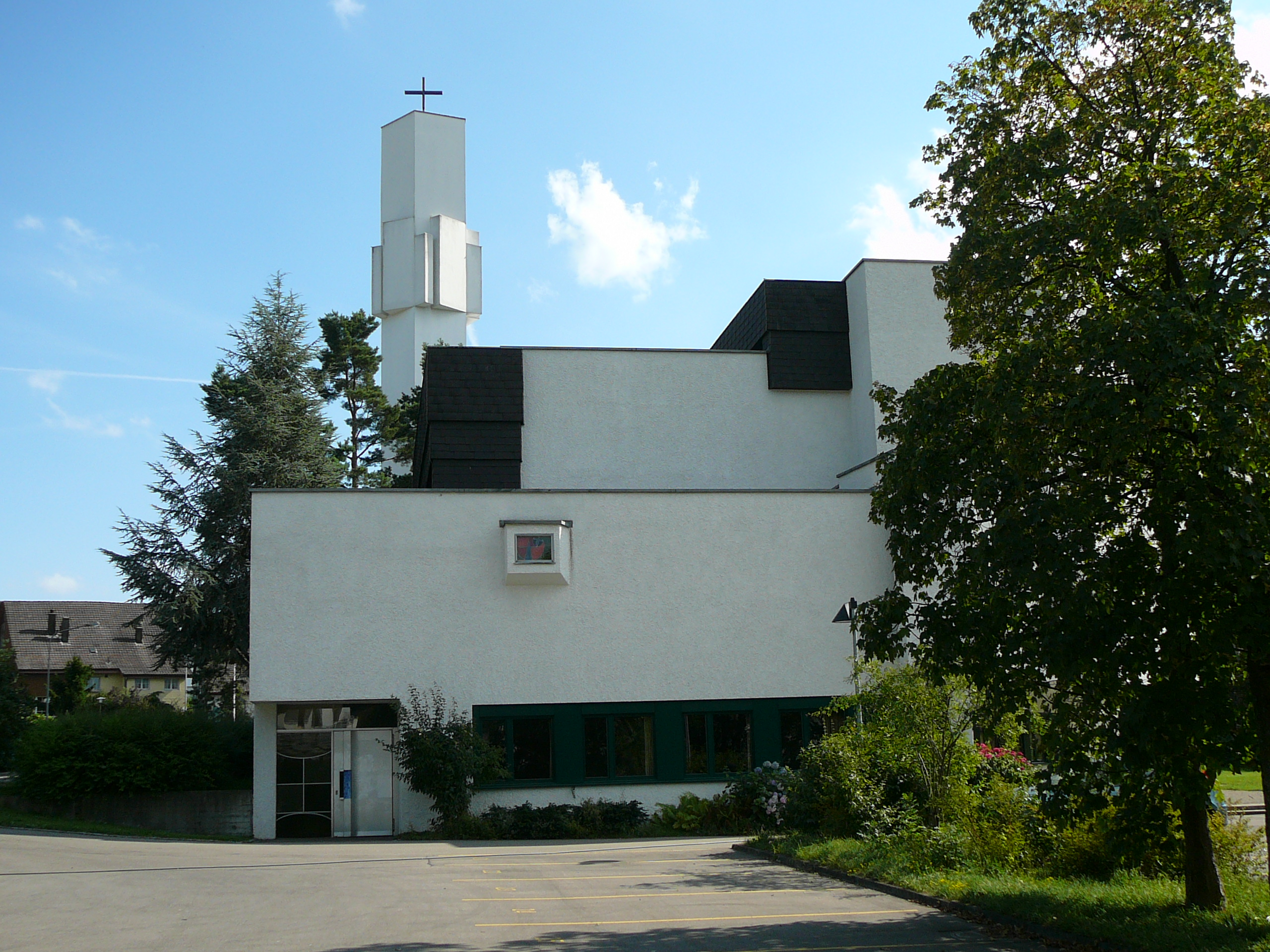
Ansicht von Nordosten

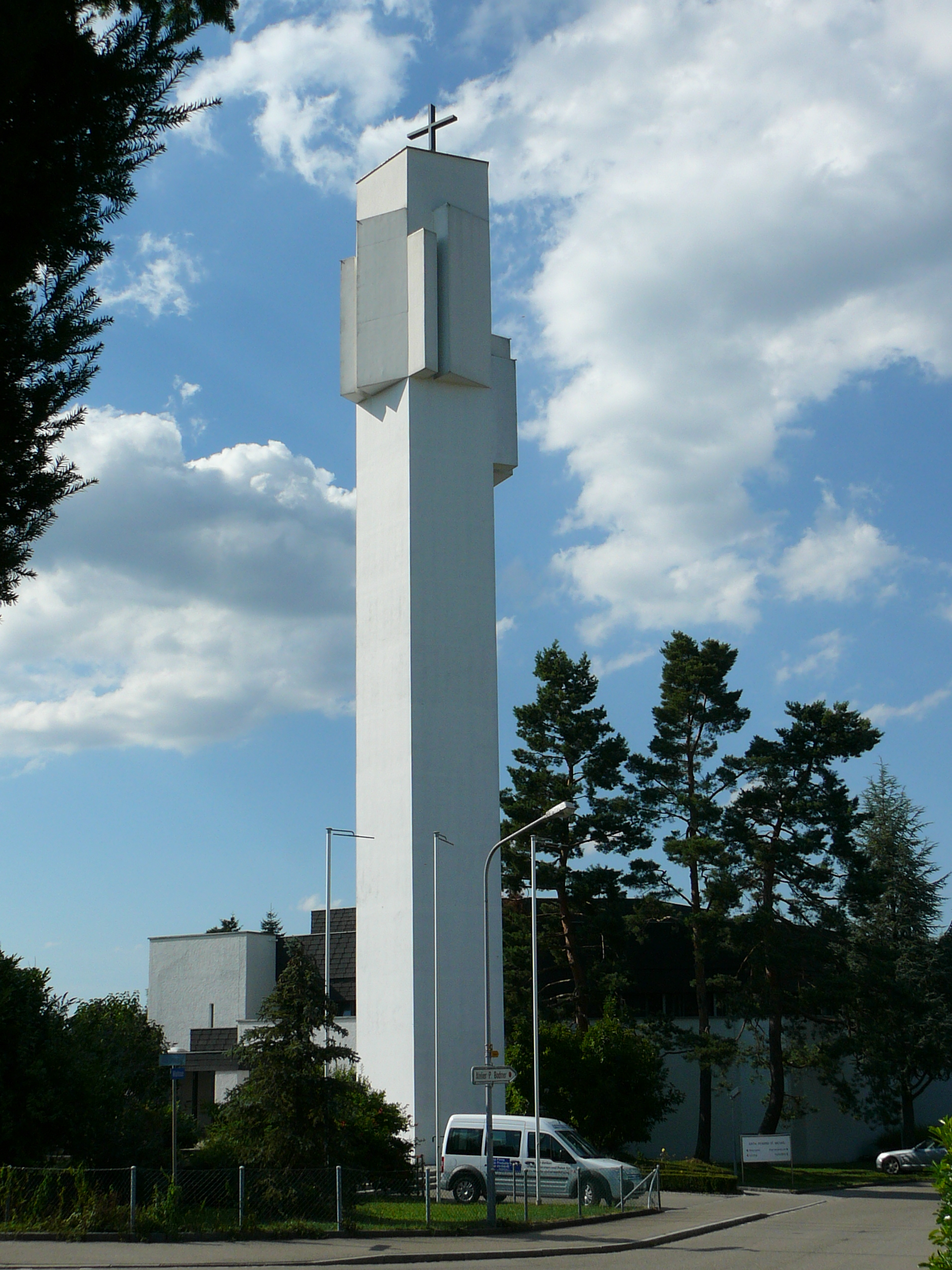
Der Kirchturm von Süden

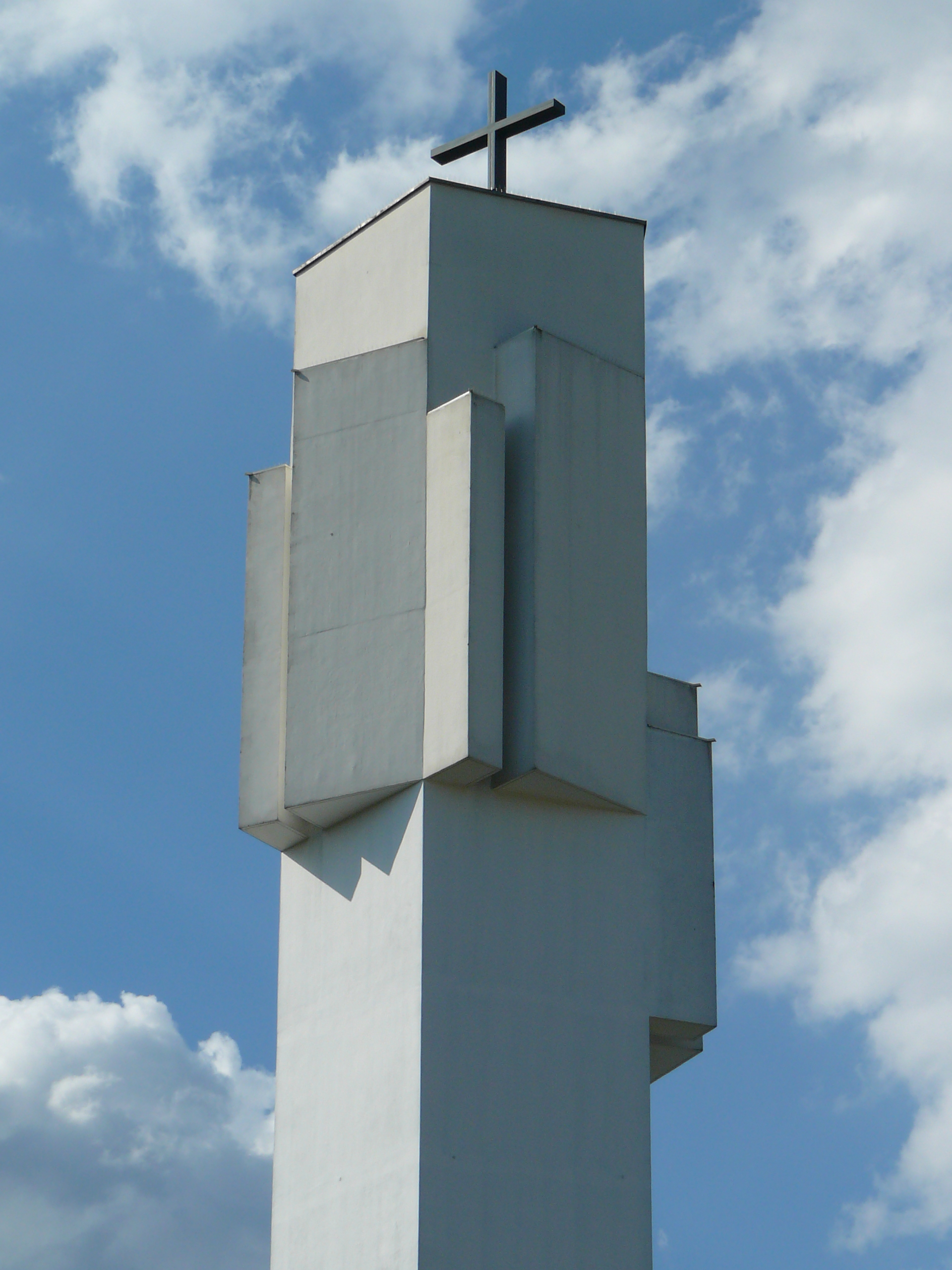
Die Glockenstube

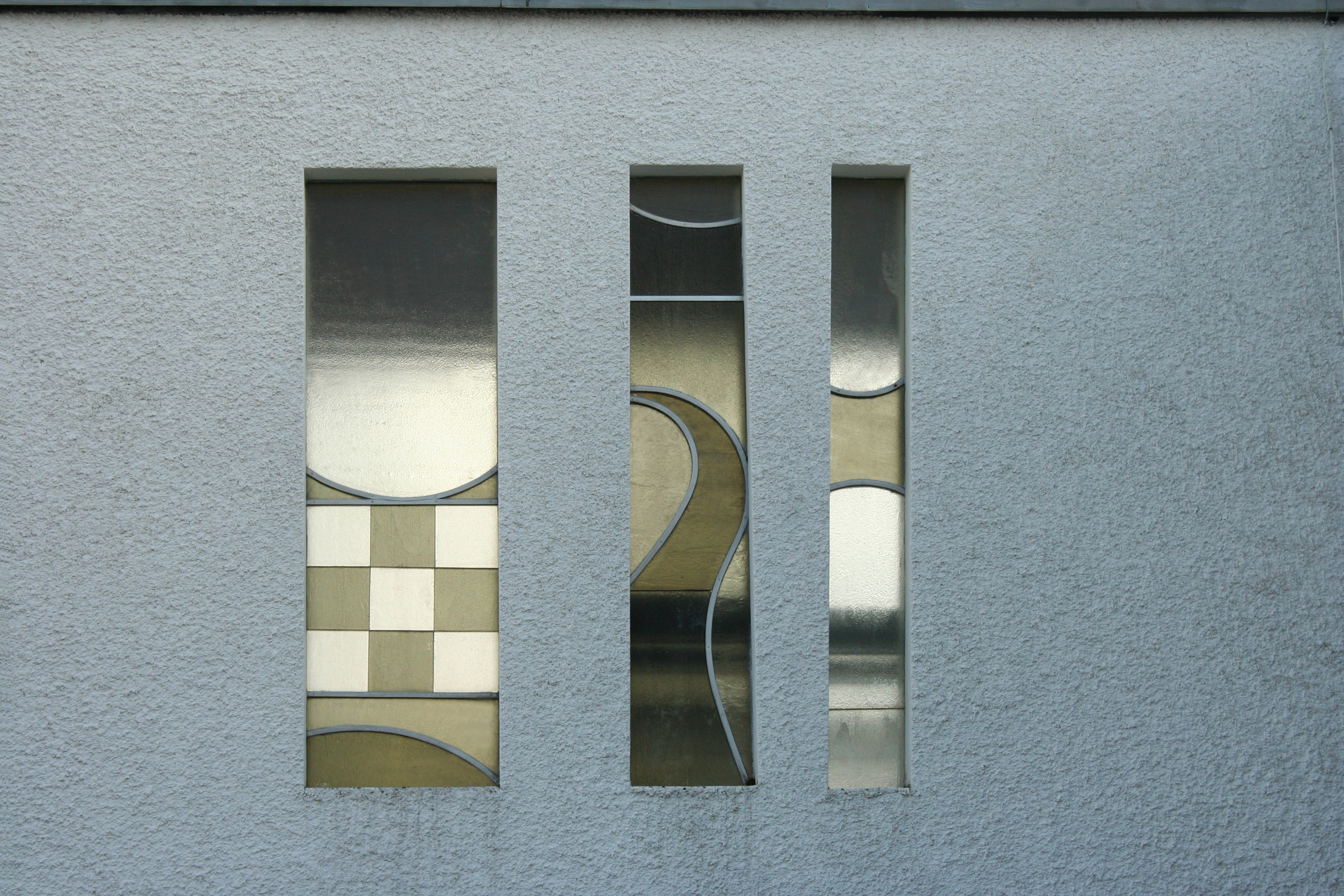
Glasfenster von Max Rüedi im Innenhof

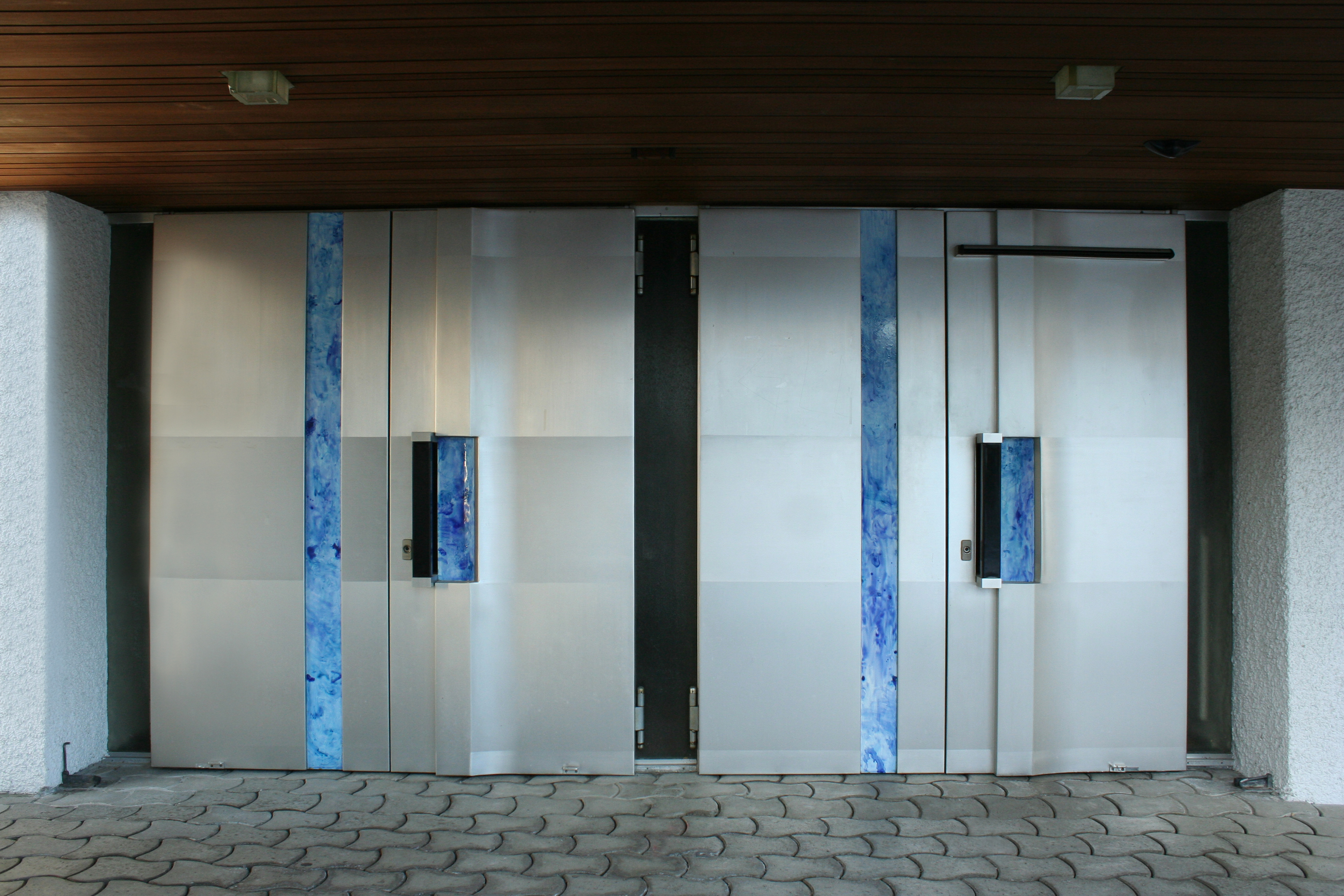
Kirchenportal von Max Rüedi

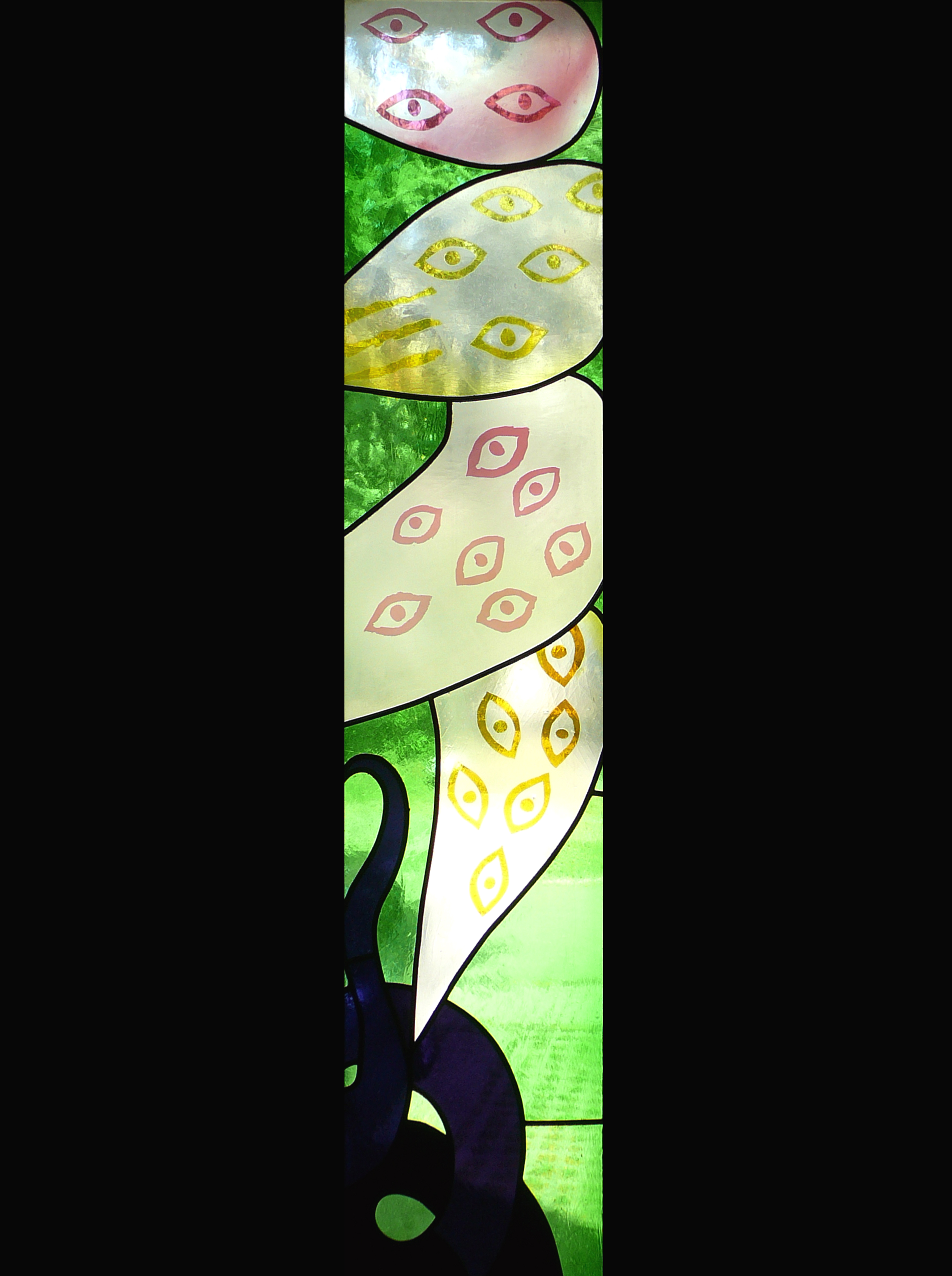
Erzengel Michael von Max Rüedi

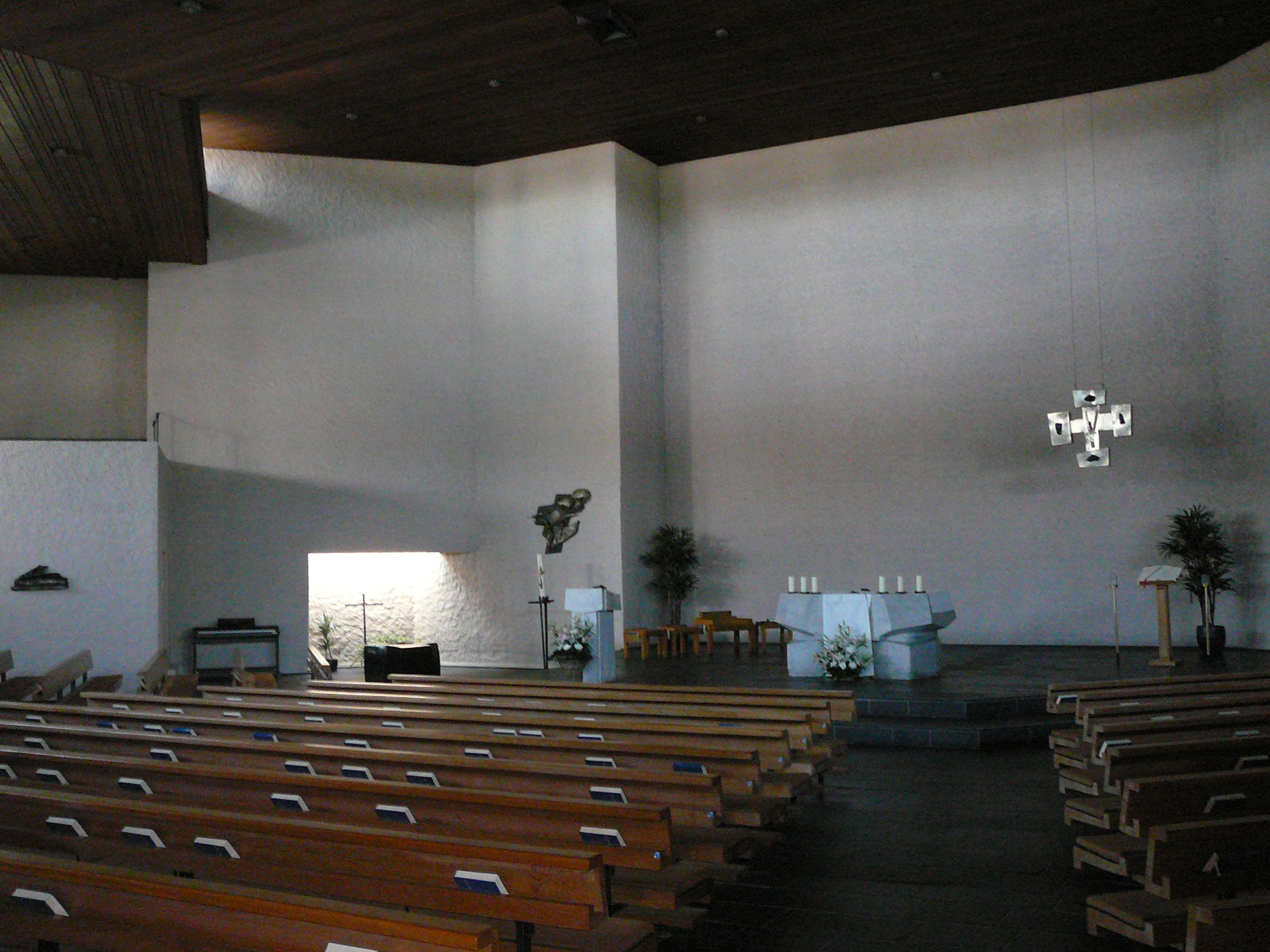
Innenansicht

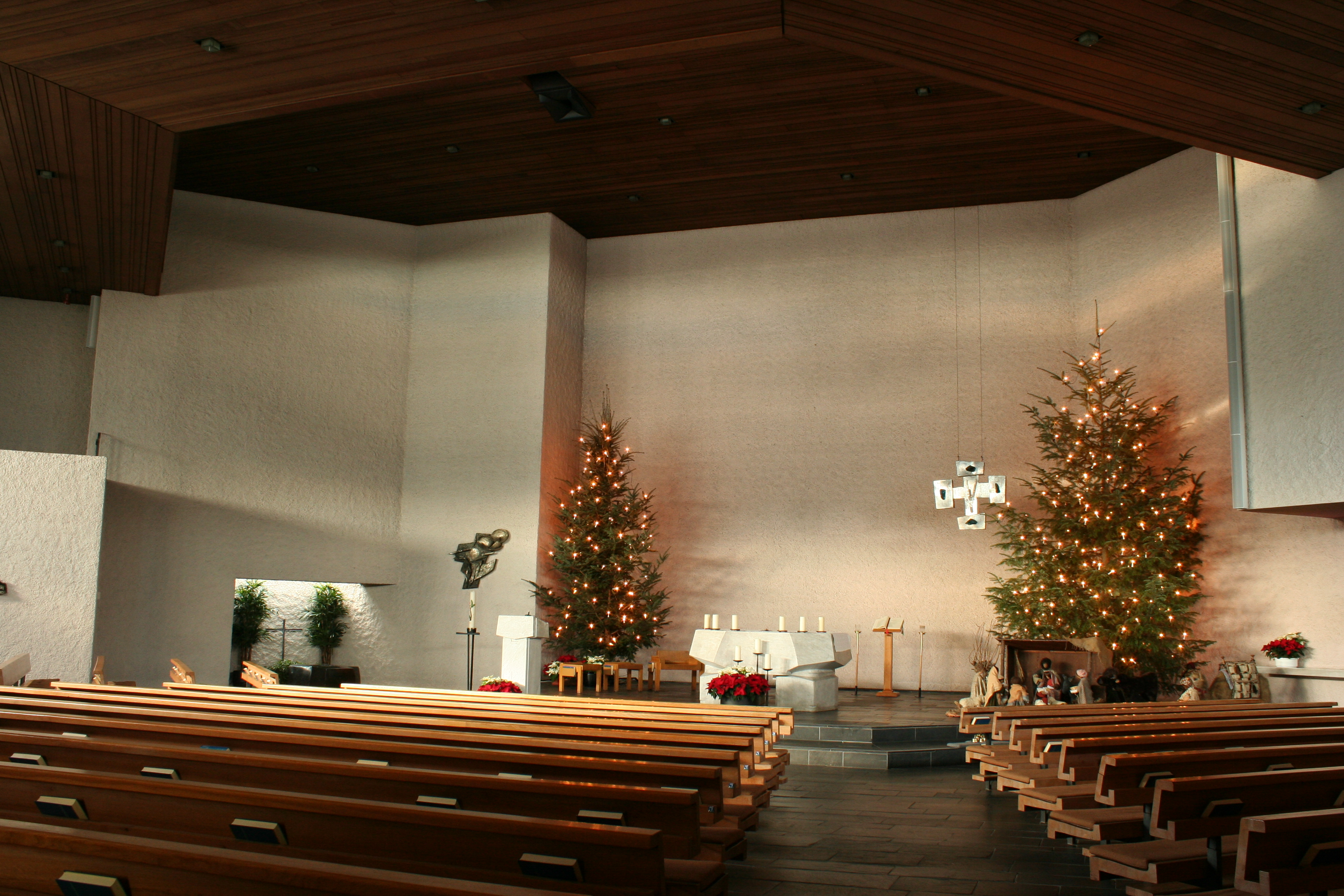
Altarraum an Weihnachten

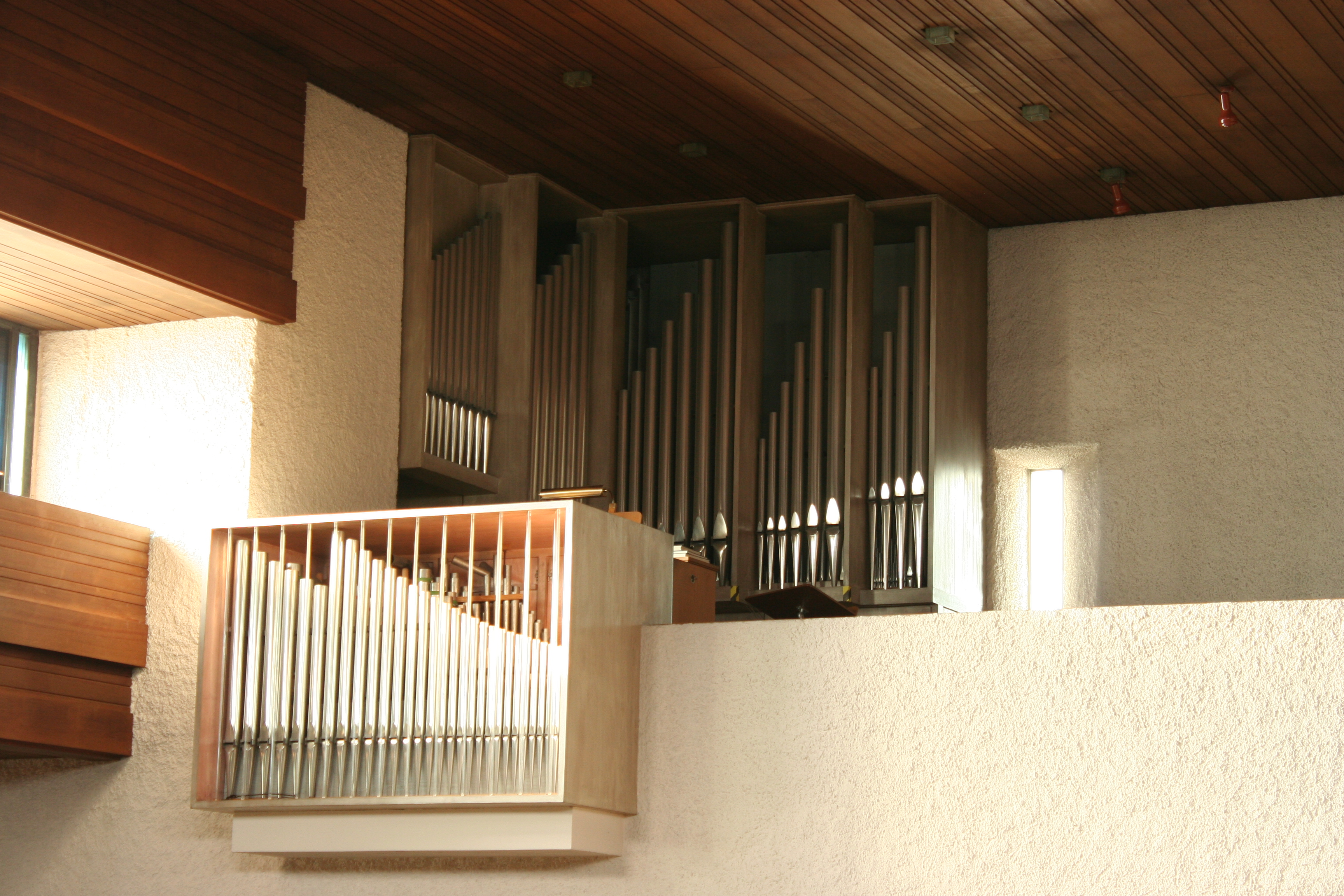
Graf-Orgel von 1966

Die Kirche St. Michael ist die römisch-katholische Pfarrkirche von Zollikerberg, dem östlich gelegenen Ortsteil von Zollikon. Zur Kirchgemeinde Zollikon-Zumikon gehören drei Kirchen: Neben der Pfarrkirche St. Michael in Zollikerberg sind das die zur Pfarrei gehörende Bruder Klaus-Kapelle in Zumikon sowie die Pfarrkirche Hl. Dreifaltigkeit Zollikon. Seit 2013 bildet die Pfarrei St. Michael Zollikerberg-Zumikon zusammen mit der Pfarrei Hl. Dreifaltigkeit Zollikon den Seelsorgeraum Zollikon, Zollikerberg-Zumikon.

## Geschichte

### Vorgeschichte und Namensgebung
Zollikerberg war im Mittelalter nach Zollikon kirchgenössig. Es gab in Zollikerberg eine Kapelle zu Trichterhausen, womit früher der Weilhof und Unterhob gemeint waren. Diese Kapelle wurde um 1270 erstmals erwähnt, 1443 zum letzten Mal. Die Kirchweihe dieser Kapelle wurde jeweils am Sonntag nach der Pfingstoktav gefeiert. Seit der Reformation war diese Kapelle ausser Gebrauch und wurde im Jahr 1860 abgetragen.
Die katholische Kirche in Zollikerberg wurde dem Erzengel Michael geweiht. Dieses Patrozinium erhielt die Kirche der Tradition entsprechend, dass Kirchen auf einer Höhe oder auf einem Berg häufig diesem Kirchenpatron gewidmet wurden, da er nach Daniel 10 und 12 sowie nach der Offenbarung 12 „der grosse Führer und Kämpfer gegen den Drachen und seinen Anhang“ gewesen sei. „Der Erzengel Michael soll also vom Berge aus alle Menschen behüten und beschützen helfen.“ Dieser Tradition folgend wurden im Kanton Zürich auch die Kirche St. Michael Uitikon und die Kirche St. Michael Dietlikon dem Erzengel geweiht.

### Entstehungs- und Baugeschichte
Nach der Reformation im Jahr 1523 war in Zürich und den dazugehörigen Gebieten der katholische Gottesdienst für beinahe 300 Jahre verboten. Das Toleranzedikt des Zürcher Regierungsrats vom 10. September 1807 erlaubte dann erstmals wieder eine katholische Gemeinde in Zürich. In der Folge zogen auch wieder erste Katholiken nach Zollikerberg. 1898 gehörten sie zunächst noch zur Liebfrauenkirche Zürich, danach zwischen 1902 und 1927 zur Pfarrei Küsnacht, ab 1926 zur Pfarrei St. Anton Zürich-Hottingen.
Per 1. Januar 1932 wurden sie von dieser wieder abgelöst und zusammen mit Zollikon-Dorf zu einer eigenen Pfarrei erhoben. Im Jahr 1955 wurde die katholische Gemeinde von Zollikerberg zum Pfarrvikariat und per 1. Januar 1966 zum Pfarrrektorat ernannt. Im Jahr 1974 wurde St. Michael zur eigenständigen Pfarrei, verblieb aber bis heute bei der Kirchgemeinde Zollikon-Zumikon.
Als in den 1920er und 1930er Jahren nach dem Bau der Forchbahn nach Zürich eine vermehrte bauliche Entwicklung einsetzte, zogen auch vermehrt Katholiken nach Zollikerberg. Im Rebwiesquartier wurde deshalb in der Liegenschaft Schwendenhausstrasse 11 eine erste Notkapelle eingerichtet. Diese wurde am 18. Juni 1944 benediziert. Nach dem Zweiten Weltkrieg kam es in Zollikerberg zu einem eigentlichen Bauboom, weshalb im Jahr 1952 das Bauland für die heutige Kirche gekauft wurde.
Am 23. Januar 1962 gründeten die Katholiken von Zollikerberg eine Baukommission. Die eingesetzte Jury entschied sich im Oktober 1962 für das Projekt Licht des Architekten Karl Higi. Am 20. September 1964 weihte Generalvikar Alfred Teobaldi den Grundstein, und Ende April 1966 war der Bau beendet. Am 10. Juli 1966 fand der erste Gottesdienst statt.
Mit 4'260 Mitgliedern (Stand 2021) ist die Kirchgemeinde Zollikon-Zumikon eine der mittelgrossen katholischen Kirchgemeinden des Kantons Zürich.

## Baubeschreibung

### Kirchturm und Äusseres
In der Nähe des Spitals Zollikerberg und der Station Zollikerberg der Forchbahn gelegen, befindet sich die Kirche St. Michael auf abfallendem Gelände an der Ecke Neuweg und Wilhofstrasse. Der 32 Meter hohe, fünfeckige Betonturm zeigt dank seiner Höhe von weitem, wo sich die Kirche befindet. Sein Glockenstuhl wurde mit kubischen Formen derart gestaltet, sodass er aus einigen Blickwinkeln an eine Hand erinnert. Bekrönt wird der Turm durch ein 2,90 Meter hohes und 1,50 Meter breites Kreuz. Im Kirchturm befinden sich fünf Bronzeglocken, die auf das Geläut der reformierten Kirche Zollikerberg abgestimmt sind. Sie wurden von der Glockengiesserei Rüetschi, Aarau hergestellt, an Christi Himmelfahrt geweiht und am 19. und 20. Mai 1966 durch die Schuljugend in den Turm aufgezogen. Die fünf Glocken besitzen folgende Daten und Inschriften:
| Nummer | Gewicht | Ton | Widmung                  | Inschrift |
| ------ | ------- | --- | ------------------------ | --- |
| 1      | 2100 kg | c1  | Heiligste Dreifaltigkeit | laus honor virtus gloria tibi trinita aequalis una deitas (= Dir, dreifaltiger und in der Einheit gleicher Gott sei Lob, Ehre, Kraft und Herrlichkeit) und Te patrem ingenitum te filium unigenitum te utriusque spiritum laudamus benedicimus et confitemur unum deum (= Dich, Vater, den Ungezeugten, Dich, Sohn, den Einziggezeugten, Dich, beider Geist, loben, preisen und bekennen wir als den einen Gott)                            |
| 2      |         | es1 | Jungfrau Maria           | ave patris filia ave mater filii ave sponsa spiritus ave templum trinitatis sume nostrum ave (= Gruss dir Braut des Geistes, Gruss dir Tempel der Dreifaltigkeit, nimm unsern Gruss entgegen) und Ecce enim ex hoc beatam me dicent omnes generationes (= Siehe, deshalb werden mich selig preisen alle Geschlechter) |
| 3      |         | g1  | Sankt Michael            | princeps exercitus coelestis michael archangele esto memor nostri (= Du Fürst der himmlischen Heerschar, Erzengel Michael, sei unser gedenk) und Contra nequam sis adjutor nostro in luctamine (= Sei unser Helfer im Kampf gegen den Teufel) |
| 4      |         | b1  | Sankt Paulus             | vas electionis est mihi iste ut portet nomen meum coram gentibus et regibus et filiis israel (= ist mir erwählt, damit er meinen Namen zu den Heiden trage und zu den Königen und den Söhnen Israels) |
| 5      | 300 kg  | c2  | Sankt Antonius           | antoni doctor optime ex ore tuo requierentes legem disiplinis instrue divinis (= Antonius, du bester Lehrer, belehre aus deinem Munde die nach dem Gottesgesetz Strebenden mit den göttlichen Lebensweisheiten!) und Evangelizare pauperibus misit me sanare contritos corde praedicare captivis remissionem (= "Gott sandte mich, den Armen die Frohbotschaft zu künden, die Betrübten zu heilen und den Gefangenen Befreiung zu predigen) |

Aufgrund des abschüssigen Geländes ist von der Bahnstation Zollikerberg aus nicht gleich ersichtlich, dass sich unter der Kirche das Pfarreizentrum befindet. An der Ecke Neuweg und Wilhofstrasse öffnet sich dem Besucher ein rechteckiger Innenhof, der zwischen dem Kirchturm, dem Pfarrhaus und dem eigentlichen Kirchengebäude angelegt ist. Die Glasfenster an der Rückwand des Arkadenganges zwischen Pfarrhaus und Kirche sowie das Kirchenportal mit Emailarbeiten wurden vom Zürcher Künstler Max Rüedi gestaltet. Ausgeführt wurde das Kirchenportal von der Metallbau-Werkstätte Epper in Zollikerberg aus Peraluman.
Die Kirche St. Michael besteht aus einem polygonalen Betonbau, der von einem schwarz gedeckten Flachdach abgeschlossen wird. Hans Hitz schreibt zur äusseren Gestalt der Kirche: „Der Baukubus mutet monastisch an und verbirgt hinter ruhigen Mauern das Geheimnis. Der moderne Mensch soll in seiner Hetze und im Lärm der Grossstadt und Welt voll Sehnsucht die Ruhe suchen und … hinter diesen geschlossenen Mauern … die Ruhe und den Frieden finden.“

### Innenraum und künstlerische Ausstattung
Die Kirche ist als Querbau gestaltet und versammelt die Gottesgemeinde auf Kirchenbänken in einem Halbkreis um die Altarinsel. Auf den Bänken finden bis zu 500 Personen Platz. Die Anordnung der Kirchenbänke verweist auf den Communio-Gedanken des Zweiten Vatikanischen Konzils, welcher die Gemeinschaft von Gläubigen und Seelsorger betont hatte. Der mit dunklen Steinplatten aus Genueser Schiefer belegte Boden fällt leicht zum Altarraum hin ab und ermöglicht so auch den weiter hinten Sitzenden eine gute Sicht auf den Altarraum. Die 800 m² grosse Decke der Kirche ist mit amerikanischem Redwood-Holz verkleidet und enthält Leuchten, die in ihrer Anordnung an einen Sternenhimmel erinnern. Eine Fensterfront im gestaffelten Kirchendach mit blau getöntem Antikglas nach einem Konzept von Max Rüedi lässt das Tageslicht dezent in den Kirchenraum einfallen. Weil die Kirche als «Abendmahlssaal» konzipiert wurde, ist sie bewusst in schlichter Einfachheit gehalten. Als Zentrum erkennbar ist der weisse Altar, hinter dem die Altarwand mit ihrer grossen und ruhigen Wandfläche auf diesen verweist.
Da das Zweite Vatikanische Konzil noch im Gange war und die Liturgiekonstitution erst wenige Jahre zuvor die Abkehr von der Tridentinischen Messe hin zur Eucharistiefeier in der Muttersprache samt Hinkehr des Priesters zum Volk bestimmt hatte, wurde beim Bau der Kirche St. Michael lange über die Gestaltung des Kirchenraums diskutiert. Sollte der Altar für beide Arten der Zelebration, also zur Rückwand des Altarraumes und zu den Gläubigen hin, gestaltet werden? Wie und wo sollte das Allerheiligste aufbewahrt werden? Gehört der Taufstein in den Eingangsbereich der Kirche oder in die Nähe des Altarbereichs? Diese Fragen wurden zugunsten des neuen Verständnisses des Zweiten Vatikanums entschieden, sodass die Kirche St. Michael nach der ebenfalls von Architekt Karl Higi errichteten Kirche Allerheiligen in Zürich-Neuaffoltern eine der ersten neu erbauten Kirchen im Bistum Chur war, in der dieses Konzept räumlich umgesetzt wurde.
Der Ambo und der Altar bestehen aus hellem Cristallina-Marmor und wurden vom Zürcher Bildhauer Joseph Wyss geschaffen. Über dem Altarraum schwebt ein silbernes Kreuz mit Corpus. Links neben dem erhöhten Altarbereich befindet sich ein Taufstein aus dunklem Marmor, der in seiner dreiteiligen Form auf die Trinität verweist. In der Mitte des Taufsteins fliesst aus einem quadratischen Ausguss mit Kreuzform Wasser in das Taufbecken. Geschaffen wurde der Taufstein vom Zürcher Bildhauer Reinhard Stutz.
Auf der rechten Seite des Kirchenraumes liegt die St.-Michaels-Kapelle. Der Tabernakel wurde von Meinrad Burch-Korrodi, Zürich, gestaltet. Bänke laden zum Gebet vor dem Allerheiligsten ein. Ein kleinerer Altar, geschaffen vom Bildhauer Josef Nauer aus Pfäffikon SZ, bietet die Möglichkeit für Eucharistiefeiern mit einer kleineren Gruppe. Die Künstlerin Verena Loewensberg hat die Decke baldachinartig bemalt. An der rechten Seitenwand der St.-Michaels-Kapelle wurde eine barocke, gefasste Plastik des Namenspatrons der Kirche, des Hl. Michael, angebracht. Auf der linken Seite des Hauptkirchenraums ist über der Sakristei eine erhöhte Empore, auf der die Orgel steht sowie ein Chor Platz findet.

### Glasfenster
Der im hinteren Bereich der Kirche angesiedelte Umgang enthält Buntglasfenster des Künstlers Max Rüedi. Die vier Fenster stellen den Kampf von Gut gegen Böse dar und enden mit dem Sieg des Guten. Rechts vom Kirchenportal zeigt das erste Fenster symbolisch das Behütetsein des Menschen durch die Engelwelt und greift dabei das Motiv des Schutzengels auf. Das grösste Farbfenster hinten in der Mitte der Kirche thematisiert den Kampf des Erzengels Michael gegen den Widersacher Gottes. Das dritte, kleinere Farbfenster gegen den Boden hin stellt den siebenköpfigen Drachen aus der Offenbarung des Johannes dar, „gegen den wir alle gemeinsam mit dem Hl. Michael zu kämpfen haben.“ Max Rüedi reduziert in diesem Fenster die Darstellung des Drachen auf seine Schlangenköpfe. Deren Zähne, rote Zungen und gleissende Augen werden zu Warnsymbolen verdichtet und verweisen so auf das Böse. Das vierte Glasfenster schliesslich befindet sich in der St. Michaels-Kapelle auf der rechten Seite der Kirche und stellt die Vision aus der Offenbarung 12 dar, wo die Frau – Maria als Sinnbild der Kirche – das göttliche Kind vor dem Drachen rettet und in die Wüste enteilt.

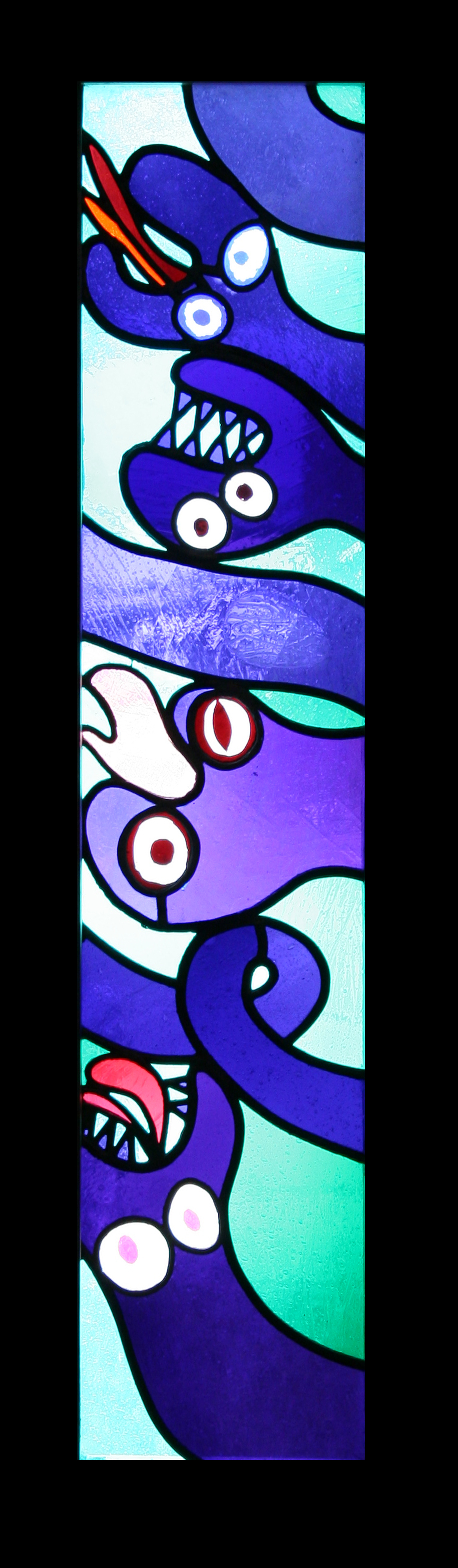
Schlangenfenster, Glasfenster von Max Rüedi
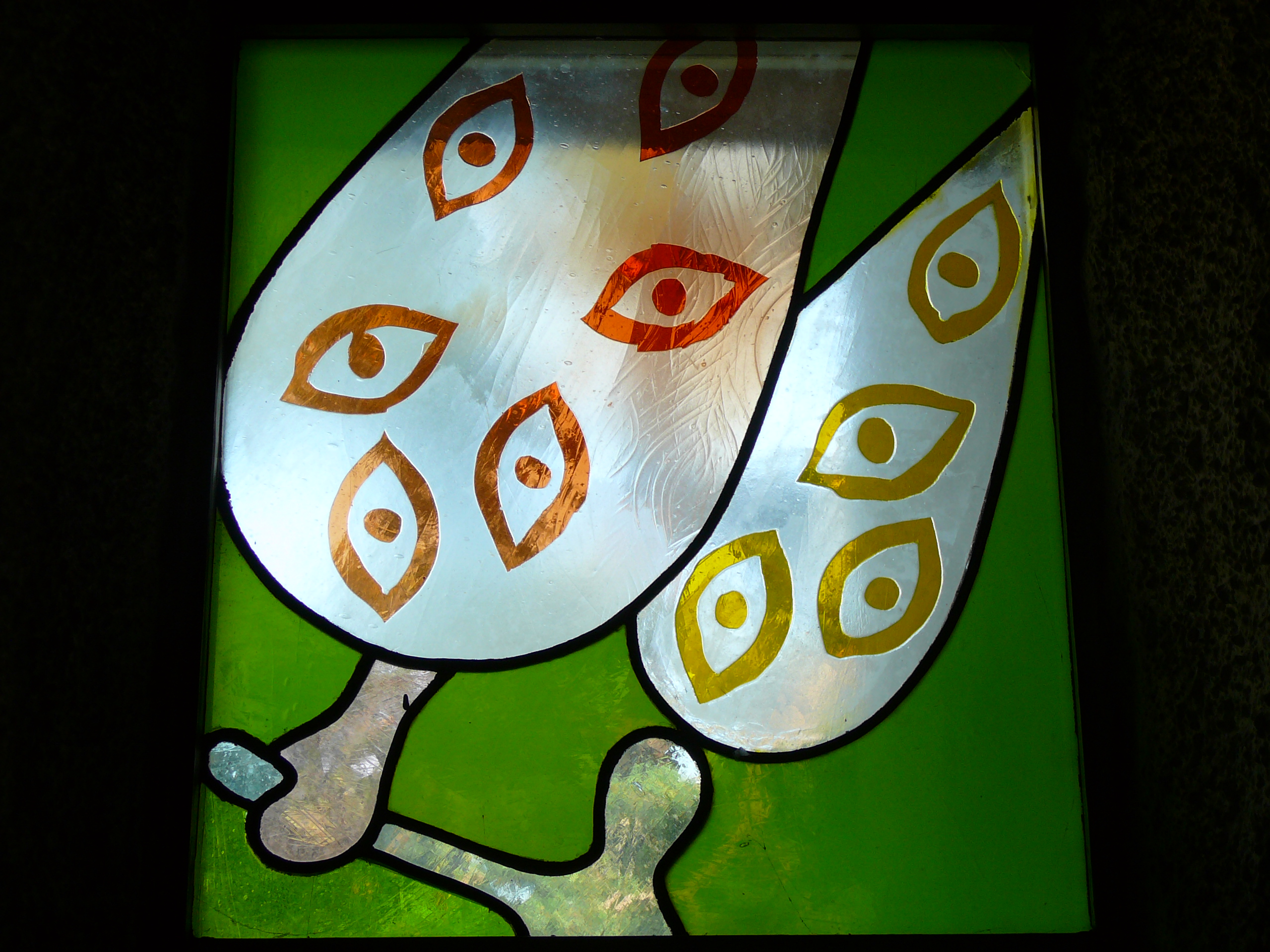
Helfender Engel
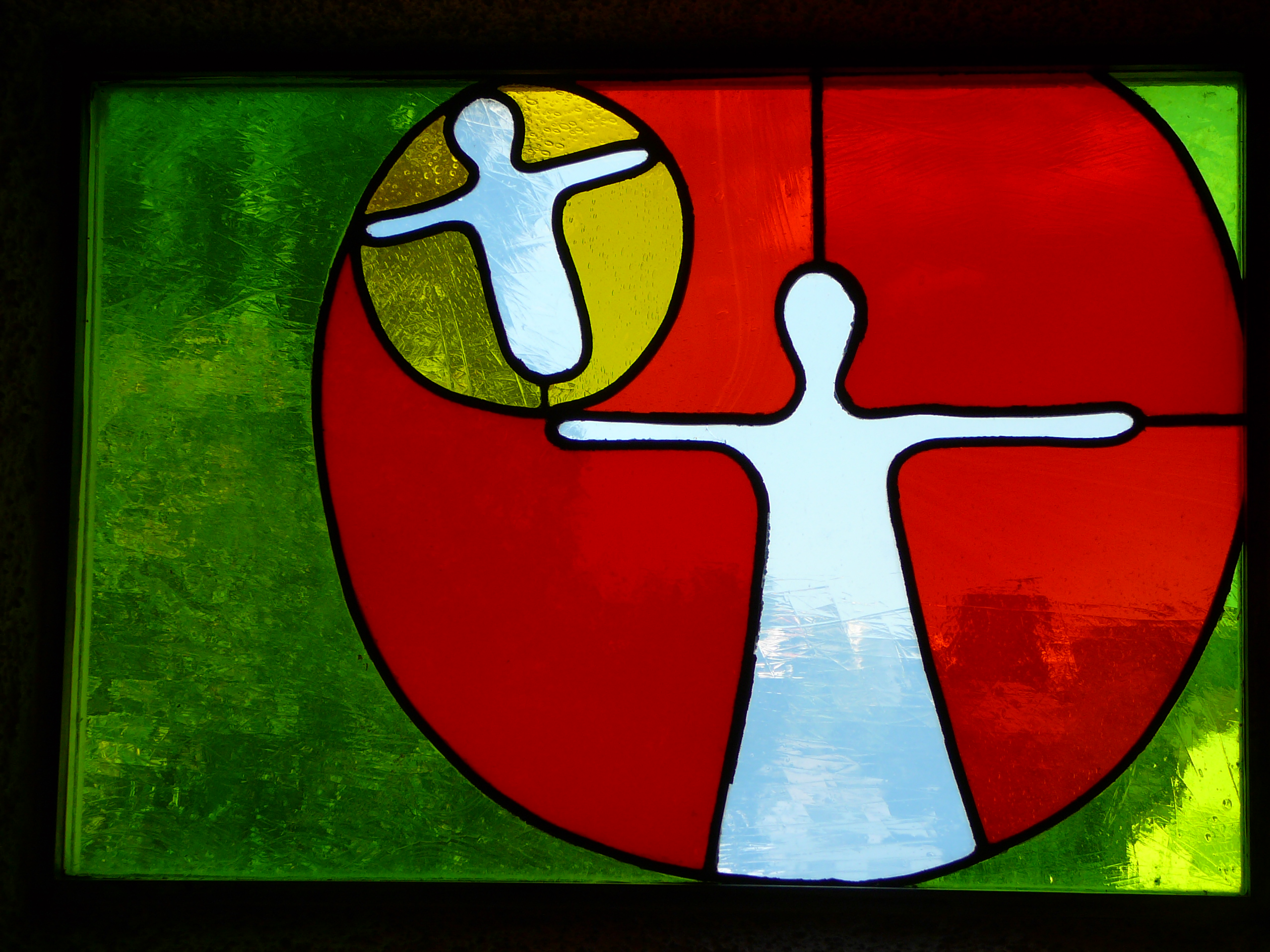
Apokalyptische Frau

### Kreuzweg
Im Jahr 2002 wurde an der Wand des Umgangs ein Kreuzweg des Künstlers Paul Wyss angebracht. Er bietet als Besonderheit nach den 14 traditionellen Stationen eine 15. Station, die die Auferstehung Jesu Christi symbolisiert. Diese besondere Station befindet sich in der Nähe des Taufsteins und verweist so auf den Zusammenhang von Auferstehung und Taufe in der Osternacht. Der gesamte Kreuzweg ist frei in der Form und in der Aussage auf die wesentlichen theologischen Elemente reduziert. In Anlehnung an den Tabernakel und das Chorkreuz wurden die einzelnen Stationen in einer Silber-Bronzelegierung gegossen. Die Modulation der Oberfläche ist unterschiedlich und bleibt in der Tiefe grau-schwarz wie der Fussboden der Kirche. Die erhöhten Flächen erhalten durch das Polieren der Silberlegierung eine helle Oberfläche, die das Weiss des Wandverputzes aufnimmt.

### Orgel
Die Orgel besitzt zwei Manuale und ein Pedal mit 20 Registern und umfasst 1360 Pfeifen. Die Spieltraktur ist rein mechanisch. Das Instrument wurde von Josef Bucher, Zürich, in Anlehnung an ein barockes Klangideal disponiert und von der Orgelbaufirma Graf in Sursee erstellt. Aus architektonischen Gründen wurden die Jalousien des schwellbaren Rückpositivs nicht aus Holz, sondern aus Kunstglas gefertigt. Dadurch bleiben die Pfeifen auch bei geschlossenen Jalousien sichtbar.
| I Manual C–g3  |                |
| Prinzipal      | 8′             |
| Gedecktflöte   | 8′             |
| Oktav          | 4′             |
| Gemshorn       | 4′             |
| Waldflöte      | 2′             |
| Sesquialter II | 2 ⁄3′ + 1 3⁄5′ |
| Mixtur V       | 2′             |

| II Manual C–g3 |            |
| Gedeckt        | 8′         |
| Quintatön      | 8′         |
| Prinzipal      | 4′         |
| Rohrflöte      | 4′         |
| Oktav          | 2′         |
| Quartan II     | 1 ⁄3′ + 1′ |
| Schalmei       | 8′         |
| Tremulant      |            |

| Pedal C–f1      |               |
| Subbass         | 16′           |
| Oktavbass       | 8′            |
| Spillpfeife     | 8′            |
| Oktav           | 4′            |
| Rauschpfeife II | 2 ⁄3′ + 1 ⁄3′ |
| Fagott          | 16′           |

- Koppeln: II/I, I/P, II/P

### Marienkapelle
Rechts vom Haupteingang der Kirche steht die Marien-Kapelle, in der normalerweise die Werktagsgottesdienste gefeiert werden. Sie enthält ein Glasfenster von Ferdinand Gehr aus dem Jahr 1992. Der damals 96-jährige Künstler stellte in abstrakten Formen die Bezogenheit des Menschen auf die göttliche Dimension dar.